# Kurt-Wabbel-Stadion
Le Kurt-Wabbel-Stadion, également surnommé le KWS, est un ancien stade omnisports allemand (principalement utilisé pour le football et l'athlétisme), situé à Gesundbrunnen, quartier de la ville de Halle-sur-Saale, en Saxe-Anhalt.
Le stade, doté de 23 860 places et inauguré en 1923 puis détruit en 2010, servait d'enceinte à domicile à l'équipe de football du Hallescher FC.
Il porte le nom de Kurt Wabbel (1901-1944), athlète ouvrier, responsable syndical et homme politique local du KPD.

## Histoire
Sous la direction de l'architecte Wilhelm Jost, les travaux du stade débutent en 1921 pour s'achever deux ans plus tard. Il est inauguré le 27 mai 1923 sous le nom de Stadion am Gesundbrunnen.
Il change immédiatement de nom la même année pour se faire appeler Mitteldeutsche Kampfbahn.
En raison de difficultés de financement, le stade, alors d'une capacité totale de 32 000 places places debout et de 3 000 places places assises ne pourra être officiellemebt inauguré avant le 22 août 1936.
Le conseil municipal national-socialiste avait précédemment décidé de donner à l'installation sportive le nom de Kampfbahn der Stadt Halle, mais le stade change finalement de nom pour se faire rebaptiser Horst-Wessel-Stadion (du nom de Horst Wessel, officier SA).
Après la Seconde Guerre mondiale, le stade change de nom pour s'appeler Kurt-Wabbel-Stadion.
Après le renouvellement de la piste d'athlétisme en 1956 et la construction de la première tribune en 1961, le stade reçoit un système de projecteurs en 1969 afin de répondre aux exigences internationales. Le nouveau système de projecteurs est inauguré le 5 octobre 1969 lors du match amical entre le HFC Chemie et les polonais du Górnik Zabrze devant 20 000 spectateurs.
Le le 26 septembre 1997, lors d'un derby entre les deux équipes de la ville, le Hallescher FC et le VfL 1896 Halle, trois spectateurs sont tués et sept autres blessés lorsqu'un parachutiste de l'aéroclub de Halle-Oppin. V. tombe dans la zone de caisse. Le parachutiste décédé appartenait à un groupe de dix sauteurs censés amener le ballon sur le terrain, mais son parachute ne s'est pas ouvert.
Le 26 novembre 2008, après de longues discussions, le conseil municipal de Halle décide de faire démolir le stade Kurt Wabbel pour construire une arène de football plus moderne. Le stade ferme durant l'été 2010 pour laisser place à l'Erdgas Sportpark.

## Galerie

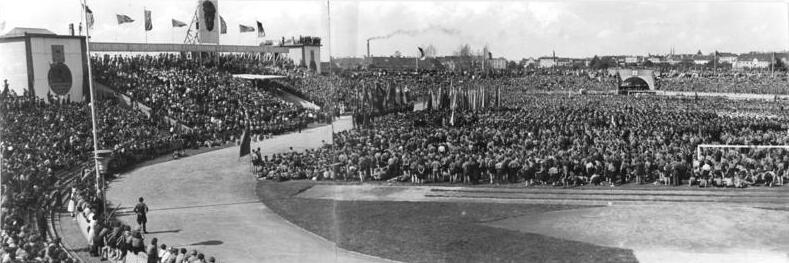
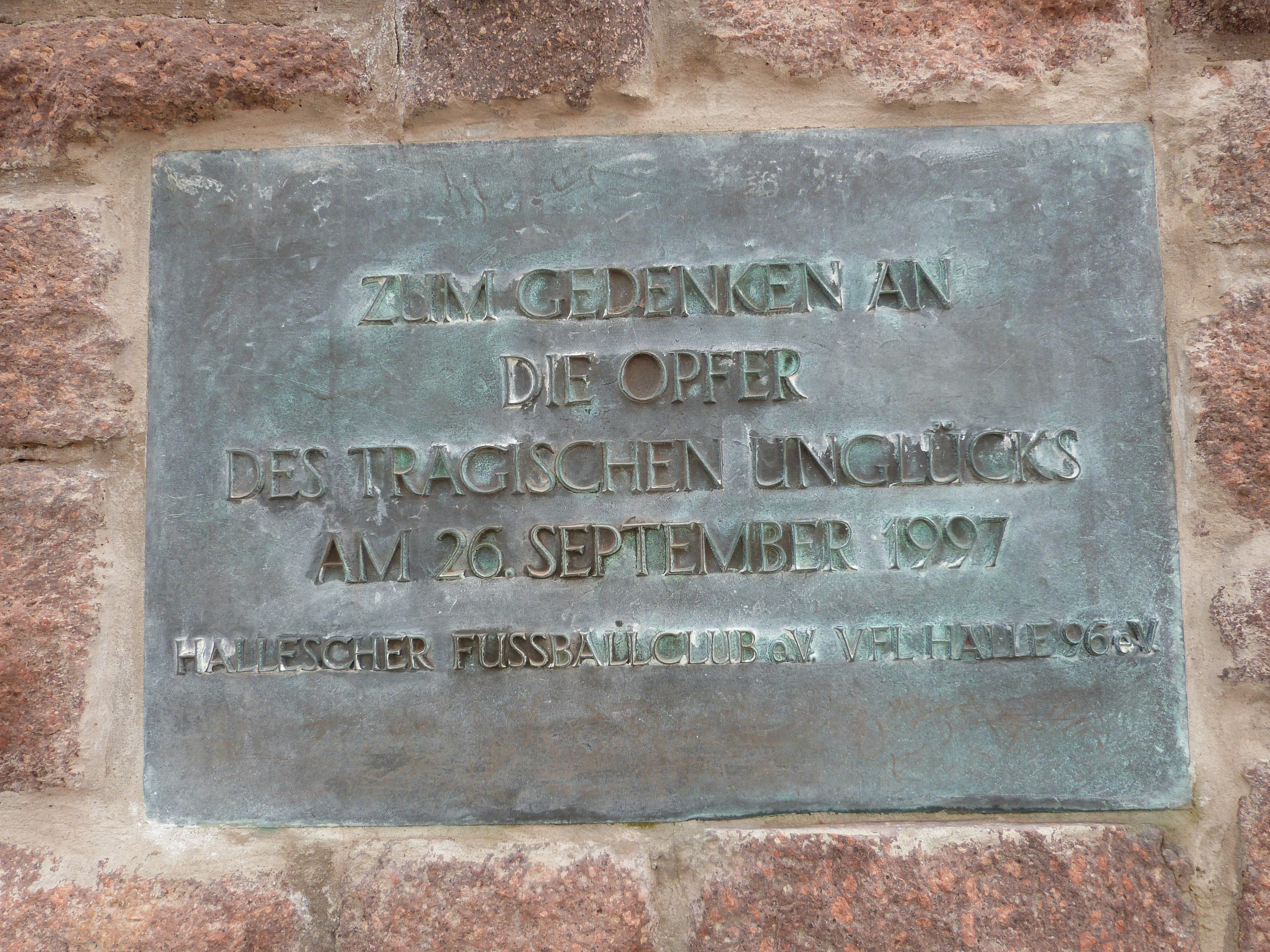
Plaque commémorative pour les victimes de l'accident du 26 septembre 1997[4],

## Événements
- 17 mai 1978 : Demi-finale du championnat d'Europe de football espoirs 1978

### Matchs internationaux de football
| Date             | Équipes                       | Score | Affluence |
| ---------------- | ----------------------------- | ----- | --------- |
| 28 mai 1975      | Allemagne de l'Est — Pologne  | 1-2   | 20 000    |
| 4 octobre 1978   | Allemagne de l'Est — Islande  | 3-1   | 12 000    |
| 19 novembre 1980 | Allemagne de l'Est — Hongrie  | 2-0   | 14 000    |
| 13 novembre 1983 | Allemagne de l'Est — Écosse   | 2-1   | 18 000    |
| 30 mars 1988     | Allemagne de l'Est — Roumanie | 3-3   | 6 500     |